# Allophryxus ruber
Allophryxus ruber är en kräftdjursart som beskrevs av Jean Baptiste François René Koehler 1911. Allophryxus ruber ingår i släktet Allophryxus och familjen Bopyridae. Inga underarter finns listade i Catalogue of Life.